# Le Fils (pièce de théâtre)
Pour les articles homonymes, voir Le Fils.
Le Fils est une pièce de théâtre de Florian Zeller.
Elle est créée en février 2018 à la Comédie des Champs-Élysées, avec Yvan Attal, Anne Consigny, Élodie Navarre et Rod Paradot dans une mise en scène de Ladislas Chollat. Elle est reprise en septembre 2018, avec Stéphane Freiss, Florence Darel, Élodie Navarre et Rod Paradot et Daniel San Pedro.

## Résumé
Nicolas a 17 ans et vit chez sa mère, Anne. Son père, Pierre, vient d'avoir un enfant avec sa nouvelle compagne, Sofia. Anne informe Pierre que le lycée lui a annoncé que leur fils, adolescent dépressif, n'est plus allé au lycée depuis trois mois. Pierre discute alors avec Nicolas qui demande à venir vivre avec Sofia et lui. Pierre accepte, le change de lycée et va mettre en œuvre tout ce qui lui est possible pour redonner le goût de vivre à son fils.

## Accueil critique
Selon Le Point, la pièce est un « chef-d'œuvre ». Selon Jacques Nerson, du Nouvel Obs, « Le Fils est sans conteste la meilleure pièce de Florian Zeller (...). On n'a plus affaire à un jeune surdoué grisé par son succès, mais tout simplement à un grand auteur de théâtre. » Selon Armelle Héliot, du Figaro, Le Fils est « une très grande œuvre contemporaine ». Selon Christophe Barbier, de L'Express, Le Fils est une puissante quête d'émotion : « À tous les pères d'un  fils de plus de quinze ans, Florian Zeller plante un miroir dans le cœur ». Selon Fabienne Pascaud, de Télérama, il s'agit de « l'un de ses drames les plus bouleversants ».

## Distribution
- Pierre : Yvan Attal, puis Stéphane Freiss
- Anne : Anne Consigny, puis Florence Darel
- Sofia : Elodie Navarre
- Nicolas : Rod Paradot
- Le docteur : Jean-Philippe Puymartin, puis Daniel San Pedro
- L'infirmier : Raphaël Magnabosco

## Création internationale
La pièce a été traduite en anglais par Christopher Hampton sous le titre The Son et a été créée à Londres en février 2019 dans une mise en scène de Michael Longhurst au Kiln theatre, avant d'être transférée dans le West End au Duke of York theatre. 
La pièce a par la suite été créée dans de nombreux pays.

## Une trilogie théâtrale
Le Fils est la dernière pièce d'une trilogie qui compte également La Mère et Le Père. Cette trilogie a été conçue par l'auteur autour de la santé mentale (pulsions suicidaires dans Le Fils, dépression dans La Mère et démence sénile dans Le Père). 
Lors d'édition de cette trilogie en un recueil en 2021, les éditions Gallimard présente ainsi les thèmes de l'oeuvre : 

« La douleur : tel est le motif commun de cette « trilogie involontaire », selon l’expression de son auteur. Celle du père, lorsque tout ce qui l’entoure se déforme peu à peu, lieux, visages, objets. Celle de la mère, que le sentiment de solitude terrasse, après le départ de son enfant. Celle du fils enfin, atteint d’un mal-être que rien ne semble pouvoir guérir.
Mais, tandis que les certitudes se muent en sables mouvants, l’humour et la dérision ne cessent d’émailler les répliques, ancrant les personnages de ces « farces noires » dans une réalité illusoire, juste avant le point de bascule. Le sentiment tragique d’un trouble dans le réel rend ces pièces universelles, et fait de Florian Zeller l’auteur francophone vivant le plus joué dans le monde. »

### La Mère
La Mère a été créée en 2010 au théâtre de Paris autour de Catherine Hiegel et a été reprise en 2014 au théâtre Hébertot. Elle a ensuite été créée à New York en février 2019 avec Isabelle Huppert dans le rôle principal,.
Elle connait de nombreuses autres productions, comme à Madrid en 2023 autour de l'actrice Aitana Sánchez-Gijón ou à Tokyo en 2024 au Metropolitan Theater. 

### Le Père
Le Père a été créée en 2012 autour de Robert Hirsch et a été reprise en 2015 à la Comédie des Champs-Élysées. Elle a été jouée dans plus de 45 pays et a été, selon The Guardian, la pièce « la plus acclamée de la décennie ».
Selon l’Evening Standard, elle est l'une des « meilleures pièces du XXIe siècle ». The Times la classe également parmi "les plus grandes pièces du siècle".
Le Père a reçu de nombreux prix à travers le monde.

## Distinctions
- 2018 : Molière de la révélation masculine pour Rod Paradot
- 2018 : Nomination au Molière du théâtre privé
- 2018 : Nomination au Molière de l'auteur francophone vivant pour Florian Zeller
- 2018 : Nomination au Molière du metteur en scène d'un théâtre de spectacle privé pour  Ladislas Chollat
- 2018 : Nomination au Molière du comédien dans un spectacle de théâtre privé pour Yvan Attal
- 2018 : Nomination au Molière de la comédienne dans un second rôle pour Elodie Navarre
- 2018 : Nomination aux Globes de cristal pour Rod Paradot dans la catégorie meilleur comédien
- 2018 : Nomination aux Globes de cristal pour Le Fils dans la catégorie meilleure pièce de théâtre

## Adaptation
Florian Zeller réalise lui-même l'adaptation cinématographique de la pièce, The Son, sortie en 2022.

## Résumé par scène

### Scène 1
Anne rend visite à Pierre et lui annonce que Nicolas va mal. Il ne va plus à son lycée depuis 3 mois et ne répond plus à sa mère. Sofia arrive devant le palier, ce qui installe un froid, et elle demande ce qu'il se passe. Pierre, puis Anne qui coupe son ex-mari, lui répondent. Enfin, Pierre annonce qu'il va aller voir Nicolas pour essayer de régler les problèmes le lendemain.

### Scène 2
C'est le lendemain de la visite d'Anne. Nicolas est assis sur le canapé et se ronge les ongles. Pierre lui demande ce qu'il ne va pas, mais ce dernier ne lui répond pas : il ne répond à ses questions que par "oui", "non", "je ne sais pas" ou "rien".  Finalement, Nicolas explique à Pierre qu'à la place d'aller à son lycée, il marchait seul dans la rue ou au parc, et que c'était le seul moyen de se sentir mieux. Nicolas annonce ensuite qu'il n'a plus envie de se battre et que la vie lui pèse, autrement dit qu'il n'en peut plus de vivre, car il a envie que quelque chose change, ce qui l'amène à enfin demander à son père de venir vivre avec lui et Sofia. Nicolas tombe en pleure et commence a se battre avec Sofia car elle a vu un couteau sous son lit .

### Scène 3
Sofia est d'abord contre l'idée d'accueillir Nicolas chez eux, mais elle finit par accepter quand Pierre lui annonce qu'il dormira dans son bureau et qu'il trouvera un lycée pour le rescolariser. Puis, il avoue à Sofia qu'il a vu des marques de scarification sur son avant-bras, et qu'il culpabilise d'avoir abandonné son fils. Il se rappelle l'annonce à son fils de son départ, ce qui l'amène à se mettre à la même place que son fils : il croit que son fils pense, comme lui l'avait pensé, que son père s'en fichait de lui et sa mère. En effet, le père de Pierre ne venait jamais à l'hôpital et laissait sa femme agoniser, il préférait "vivre sa vie", faire "ses fameuses parties de chasse", et, quand il était de visite à Paris, il ne venait même pas rendre visite à sa femme et son fils. Finalement, Sofia accepte, à condition qu'ils s'occupent toujours autant de leur enfant, Sacha. Mais, dès que Nicolas arrive, il ravage le salon.

### Scène 4
Le lendemain matin, Pierre se réveille et voit Nicolas sur le canapé et réveillé. Il lui demande s'il a bien dormi ce à quoi Nicolas répond, après un temps, qu'il a l'impression de déranger son père et Sofia. Puis, il dit n'être pas prêt de retourner à l'école, qu'il a peur qu'on se moque de lui car il arrive en milieu d'année et qu'à cause de ses absences, il a des lacunes et n'est pas sûr d'avoir son bac. Une discussion s'ensuit, où Pierre dit à Nicolas de se reprendre, que tout le monde passe par des coups de déprime, que chacun a ses problèmes et qu'on doit les régler ou passer outre. Puis, Nicolas sort de la pièce, l'air un peu vexé, mais finit par dire "Merci pour tout ce que tu as fait pour moi".

### Scène 5
C'est Lundi, et Nicolas doit reprendre les cours. Sofia lui prépare son petit-déjeuner, mais Nicolas fond en larme. Sofia, un peu embêtée, lui demande pourquoi il est triste, mais Nicolas ne sait pas. Elle lui dit alors que tout se passe bien et qu'il n'a pas à s'inquiéter : il a une chambre chez eux comme il le voulait, il pourra bientôt jouer avec lui et lui apprendre des choses, et son père tient beaucoup à l'adolescent car il parle tout le temps de lui. Nicolas demande ensuite à Sofia si elle savait que son père était marié, si elle s'en fichait, ce à quoi Sofia dit qu'elle ne sait pas quoi répondre. Nicolas finit par dire que de toute façon c'est une question bête, et il s'en va en un éclair.

### Scène 6
C'est l'après-midi, et Pierre rend visite à Anne pour la rassurer — car Nicolas ne lui donne pas de nouvelles — : Nicolas va bien, il reprend les cours, et trouve même que son lycée a une bonne ambiance. Mais Anne lui dit que Nicolas est très triste, plus que les autres adolescents, qu'il est différent. Puis, Anne demande des nouvelles de Pierre, et ce dernier lui annonce qu'un certain Signoret — qu'Anne semble tout de même connaitre — lui a proposé de rejoindre son équipe de campagne et de devenir son conseiller. Cependant, Pierre n'est pas sûr qu'il va accepter sa requête, et il y réfléchit. Le sujet porte ensuite sur Sofia, si elle était à l'aise avec l'arrivée de Nicolas, ce à quoi Pierre répond oui. Soudain, Anne fond en larme et dit qu'elle a l'impression d'avoir tout raté, car son mari et son fils l'ont abandonné. Pierre la rassure, ils se souviennent de temps d'avant quand Nicolas était jeune, et notamment de leur Safari en Afrique quand Nicolas avait 9 ans. Mais Anne dit à son ex-mari qu'elle a un mauvais pressentiment, et qu'elle a peur que tout tourne mal.

### Scène 7
De retour dans leur appartement, Pierre voit Sofia venir à la table fatiguée ; Sacha dort enfin. Pierre offre alors des boucles d'oreille en nacre à sa femme pour la remercier de faire tout ce qu'elle fait — s'occuper de leur enfant et laisser Nicolas dormir chez eux — mais lui annonce ensuite qu'il ne veut pas accepter l'offre de Signoret car il veut s'occuper de Nicolas, puis qu'ils ne pourront pas partir en vacances en Italie à deux pour la même raison. Sofia est contrariée, mais se détend rapidement car elle se rend compte qu'elle est désagréable avec Pierre pour les décisions qu'il prend. Elle le remercie finalement pour les boucles d'oreille, et Pierre va rejoindre Nicolas dans sa chambre car celui-ci était venu quelques minutes plus tôt pour demander quelque-chose — non précisée dans le texte.

### Scène 8
Nicolas se regarde devant un miroir avec la nouvelle veste que lui a acheté son père en magasin, mais il a peur d'être ridicule. Son père le rassure, et lui assure que c'est la mode des gens de son âge, le vendeur était un jeune à peine plus vieux que lui et il portait la même. Nicolas dit alors qu'il n'est pas sûr d'aller à cette fête car il trouve les gens de son âge « stupide », et que d'aller en boîte, le privilège d'être majeur tout simplement, ne l'intéresse pas. Et enfin, Nicolas avoue qu'il est nostalgique de sa vie d'antan, qu'il se sentait mieux quand il était enfant. Puis il rajoute qu'il ne sait pas danser, mais Pierre lui dit ironiquement que Sofia va pouvoir lui apprendre. Sofia apparaît dans la chambre, et dit à Pierre qu'il ne peut pas vraiment lui faire de réflexion, au vu de sa manière de danser. Sofia lui demande alors de montrer son "fameux déhanché" que Nicolas n'avait jamais vu, et qu'elle avait pu apercevoir le jour d'un mariage. Pierre commence dès que Sofia met de la musique, Sofia et Nicolas éclatent de rire, Pierre en rajoute, et Nicolas, puis Sofia, le suivent. Mais, au milieu de cette atmosphère "joyeu[se]", Nicolas s'arrête, envahi d'une "tristesse intense", et rentre dans sa chambre. Pierre et Sofia viennent à sa porte, mais elle est fermée à clefs. Et Nicolas ne leur répond pas.

### Scène 9
C'est dimanche, les affaires sont enfin rangées, Pierre travaille et Sofia s'apprête à sortir avec Sacha — dans sa poussette — au parc. Sofia veut parler à Pierre : elle a retrouvé un couteau de cuisine sous le matelas de Nicolas pendant qu'elle rangeait sa chambre, et demande à Pierre de parler à Nicolas. Pierre croit que Nicolas a ce couteau car il se scarifie les avant-bras, mais il ne comprend pas car Nicolas semble aller mieux : il va en cours et est souriant. Sofia sort donc de la maison pour prendre le soleil avec Sacha, lorsque Nicolas sort de sa chambre. Pierre lui annonce qu'il veut discuter, et lui demande ce que Nicolas faisait avec un couteau caché sous son matelas, et Nicolas lui répond que c'était au cas où des voleurs venaient, pour se défendre, et qu'il était un peu parano — il avait entendu un bruit la nuit précédente, et sur le moment il avait eu peur. Cette réponse ne suffisant pas à Pierre, ce dernier lui demande de montrer son avant-bras, chose que Nicolas ne fait pas, et Pierre le prend de force, soulève sa manche et voit les traces de scarification. Il demande alors à Nicolas pourquoi il fait ça, et Nicolas lui répond que c'est pour canaliser l'angoisse. Pierre ne comprend pas : Nicolas se sent mieux, il n'a pas vraiment de sources d'angoisse, et il interdit à Nicolas de recommencer. Nicolas demande alors comment il a trouvé ce couteau, et si c'est Sofia qui a fouillé dans ces affaires, et Pierre lui répond que Sofia a simplement eu "la gentillesse de faire [s]on lit". Nicolas relativise, et lui dit que lui aussi a une arme : il cache un fusil derrière l'armoire de la remise. Pierre lui répond que son père lui avait offert, qu'il n'en avait pas besoin, et qu'il l'avait mis là car après son déménagement, il n'avait plus de cave pour le ranger. Puis, il lui demande ce qu'il se passait dans son lycée, Nicolas n'a pas envie de répondre, et son père lui propose d'aller faire du sport pour canaliser ses angoisses plutôt que de se scarifier. Finalement, il lui dit que quand Nicolas se fait du mal, c'est comme si c'était à lui qu'il en faisait. Ce à quoi Nicolas répond froidement que lorsqu'il a quitté sa mère, c'est à lui qu'il a fait du mal.

### Scène 10
C'est le samedi soir, celui où Laurent a invité Sofia et Pierre pour qu'ils mangent chez lui. Sofia a perdu ses boucles d'oreilles en nacre et les cherche, tout en se préparant pour le dîner. Pierre demande à Nicolas si, à la place de manger des céréales dans l'appartement, il ne veut pas plutôt aller voir des amis ou aller au cinéma, mais ce dernier répond qu'il n'a pas d'amis. Pierre reçoit un appel, et répond. C'est Laeticia, la personne qui devait s'occuper de Sacha pendant leur absence, mais elle est a de la fièvre. Marie, l'autre personne qui pouvait garder Sacha, n'est pas disponible, alors Nicolas propose de le garder. Pierre est d'accord, mais Sofia refuse gentiment. Nicolas sort de la pièce, et Pierre demande à Sofia pourquoi elle ne veut pas, et Sofia, après une longue discussion, finit par répondre que Nicolas est étrange et qu'elle ne veut pas lui confier son enfant car il sort d'une phase de dépression, juste au moment où Nicolas rentre dans la pièce pour annoncer à Sofia qu'il a retrouvé ses boucles d'oreilles. Énervé, il sort de la pièce et va dans sa chambre. Pierre lance un regard noir à Sofia.

### Scène 11
Nicolas est retourné dans l'appartement d'Anne. Et il meurt peu de temps après 